# 邓家湾站
邓家湾站是一个内昆铁路上的车站，位于云南省昭通市彝良县邓家湾，建于2002年，隶属成都局集团管辖，车站两端是邓家湾1号隧道和青山隧道。